# John Cadbury
John Cadbury (12 de agosto de 1801 — 11 de maio de 1889) foi um devoto quaker que se distinguiu como fundador e proprietário da empresa de produção e comercialização de chocolates Cadbury, baseada em Birmingham, Inglaterra.

## Biografia
John Cadbury nasceu em Birmingham em 12 de agosto de 1801, filho de Richard Tapper Cadbury e de sua esposa Elizabeth Head, uma família rica pertencente à Sociedade Religiosa dos Amigos (os quaker) que se transferira para a região oeste da Inglaterra. John frequentou o ensino primário e secundário na na Joseph Crosfields Quaker School, em Hartshill, Warwickshire. Por ser quaker, no início do século XIX não poderia obter permissão para entrar numa universidade, o que o impediu de seguir uma profissão como Medicina ou Direito.
Como os quakers são históricamente pacifistas, uma carreira militar também estava fora de questão. Em consequência, como ocorreu muitos outros membros daquela denominação à época, voltou suas energias para os negócios. Depois de a partir de 1818 ter sido em Leeds aprendiz com um negociante de chá, em 1824 instalou-se por sua conta e abriu uma mercearia em 93 Bull Street, Birmingham. Inicialmente preparava apenas chocolate para beber mas, passado algum tempo, decidiu iniciar a fabricação comercial de produtos de chocolate, abrindo um armazém em Crooked Lane. Em 1842, já vendia grandes quantidades de chocolate para beber e de cacau.
Em 1846, estabeleceu uma parceria com o seu irmão Benjamin, fundando a Cadbury Brothers, que se mudou para uma nova fábrica em Bridge Street em 1847. Em 1850, os irmãos Cadbury abandonaram o negócio de venda a retalho, que foi passado para o filho de John, Richard Barrow Cadbury (a Barrow's permaneceu como uma loja líder em Birmingham até aos anos 1960).
A parceria foi dissolvida por mútuo consentimento em 1856 e John Cadbury aposentou-se em 1861, após a morte de sua esposa. O controlo da empresa de manufatura passou para seus filhos Richard e George Cadbury.
John Cadbury também fez campanha contra a crueldade contra os animais, formando a Animals Friend Society, uma antecessora da Royal Society for the Prevention of Cruelty to Animals. A família distinguiu-se por proporcionar boas oportunidades de emprego e boas condições de trabalho para seus funcionários.
Cadbury se casou duas vezes, em 1826 com Priscilla Ann Dymond (1799–1828), que faleceria dois anos depois, e em 1832 com sua segunda esposa, Candia Barrow (1805–1855). O casal teria sete filhos.
A empresa por ele fundada chegou até à actualidade.